# Oestranthrax farinosus
Oestranthrax farinosus är en tvåvingeart som beskrevs av Johnson och Maughan 1953. Oestranthrax farinosus ingår i släktet Oestranthrax och familjen svävflugor.
Artens utbredningsområde är Utah. Inga underarter finns listade i Catalogue of Life.